# Фраучи, Камилл Артурович
Камилл Артурович Фра́учи (19 декабря 1923, Москва — 21 августа 1997, там же) — скрипач, гитарист, один из выдающихся советских преподавателей музыки.

## Биография
Сын Артура Христиановича Фраучи (Артузова), одного из руководителей советской контрразведки. Преподавал в музыкальной школе Ростова, Ярославской области.
В числе его учеников — многие выдающиеся музыканты и педагоги современности, в том числе сын Александр — один из известных классических гитаристов, заслуженный артист России, а также Юрий Нугманов, Юрий Веденяпин, Антонио Грамши, Илья Подольский, Олег Тимофеев, Анна Тончева, Евгений Финкельштейн, Сергей Касапов и др.
Похоронен на Миусском кладбище (4 участок).